# Nejvyšší zemský komorník

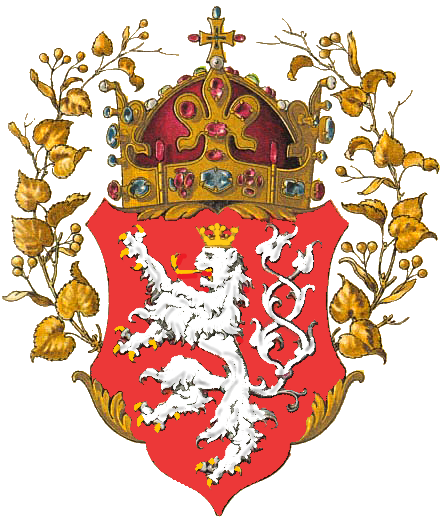
Znak Českého království

Nejvyšší zemský komorník (německy Oberstlandkämmerer, latinsky camerarius supremus nebo summus camerarius) byl v dvanáctičlenném kolegiu čtvrtým nejvyšším zemským stavovským úředníkem Českého království. Obdobně na Moravě patřil mezi sedm nejvyšších zemských úředníků. Podílel se na agendě zemského soudu (Böhmisches / Mährisches Landrecht, iudicium terrae), do jehož kompetencí spadaly majetkové a trestní záležitosti šlechtické obce. 
V některých zemích byl tento úřad dědičný (německy Oberst–Erbland–Kämmerer), pak se ovšem spíše jednalo o čestný dvorský úřad.

## České království
Komorník (camerarius) byl původně dvorským úředníkem spravujícím knížecí šaty, skvosty a hotové peníze. První zmínky o nejvyšším komorníkovi (summus camerarius) pocházejí z let 1177–1178. Jako správce komory (camera ducis), souhrnu finančních důchodů panovníkových, byl hlavním hospodářským a finančním úředníkem. Podstatnou složkou peněžních příjmů byly soudní pokuty, proto mu patřily i soudní funkce. Postupně byla jeho činnost stále více spojována se zemským soudem (iudicium terrae), nakonec se proměnil v zemského úředníka. Ve 13. století byl tento úřad obsazován příslušníky šlechtického rodu Hrabišiců, nikoliv však dědičně. Jejich úkolem bylo hájit u soudu finanční nároky panovníka ze soudních pokut. Ve 13. a 14. století v králově nepřítomnosti předsedal zemskému soudu. Po husitských válkách už byl úřadem stavovským a stabilizoval se v hierarchii nejvyšších zemských úředníků (beneficiarii terrae) na čtvrtém místě. Podle dohod z let 1437 a 1497 tento úřad obsazovali páni. To potvrdilo i Obnovené zřízení zemské (1627). V předbělohorském období byl jmenován na doživotí, po roce 1627 pouze na pět let. Před Bílou horou přísahal králi a stavům, po Bílé hoře pouze králi a jeho dědicům. Do zániku místodržitelského kolegia v roce 1748 byl jedním z jeho jedenácti řádných členů. Velká změna nastala za josefínských reforem, kdy se tento úřad stal formální a čestnou funkcí. Dočasně byl postaven do čela apelačního soudu.
Během korunovace nesl na zlatém tácu červenou atlasovou korunní čepičku, kterou pak králi při samotném obřadu nasadil.

### Seznam nejvyšších komorníků v Čechách
- 1159 Markvart
- 1160 Nemoj
- 1165 Ctibor
- 1165–1169 Vojslav
- 1169–1175 Bohuslav
- 1175–1177 Zdeslav I. z Divišova
- 1177 Heřman
- 1180 Oneš
- 1180–1181 Hrabiše II. Hrabišic  († po 1185/1197)
- 1183–1185 Hroznata z Peruce
- 1187 Letar
- 1189 Heřman
- 1189–1197 Hrabiše III. Hrabišic († po 1197)
- 1198–1201 Slavek I. Hrabišic († 1226) – poprvé
- 1202–1212 Černín
- 1212–1226 Slavek I. Hrabišic – podruhé
- 1224 Bohuslav I. Hrabišic († 1241)
- 1229 Dobremil (patřil patrně k dvoru mladého Václava)
- 1229–1238 Zdislav z Valdeka
- 1232 Bohuslav I. Hrabišic
- 1232–1238 Zdislav Kostka
- 1237–1241 Bohuslav I. Hrabišic
- 1241 Vok
- 1241 Albert ze Slivna
- 1243 Vítek z Příběnic
- 1249–1253 Boreš z Rýzmburka (1210/1215 – 1277)
- 1254–1260 Bavor I. ze Strakonic († 1260)
- 1260–1277 Ondřej z Říčan († 1277)
- 1267 (?) – 1278 Domaslav ze Škvorce
- 1279–1282 Děpolt Švihovský z Rýzmberka[2]
- 1283 Zdislav (asi ze Šternberka)
- 1284–1289 Ojíř z Lomnice
- 1292 Hynek z Dubé
- 1295 Albrecht (ze Žeberka ?)
- 1297–1310 (4. 7.) Jindřich I. z Rožmberka († 4. 7. 1310)
- 1311–1318 Petr I. z Rožmberka († 14. 10. 1347) – poprvé
- 1319–1323[3] Albrecht z Dubé a z Liběšic
- 1324 Petr I. z Rožmberka († 14. 10. 1347) – podruhé
- 1327–1333 Záviš z Újezdce
- 1334–1347 (14. 10.) Petr I. z Rožmberka († 14. 10. 1347) – potřetí
- 1347–1352 Jošt I. z Rožmberka († 24. 6. 1369, syn předchozího)
- 1353–1356 Ješek z Vartenberka a z Veselé
- 1356–1363 Čeněk z Lipé
- 1365–1368 Beneš z Vartenberka
- 1377–1378[4] Boček starší z Poděbrad († 1417)
- 1378 Bohuslav III. ze Švamberka
- 1379–1380 Vítek II. z Landštejna
- 1381–1392 Jindřich Škopek z Dubé
- 1387 Boček starší z Poděbrad († 1417)
- 1394 Břeněk z Rýzmberka a ze Skály
- 1396–1397 Vilém z Landštejna († 1398)
- 1398 (28. 6.) – 1402 Heřman z Choustníka
- 1403–1419 Aleš Škopek z Dubé na Dražicích
- 1437 (28. 1.) – 1455 (19. 3.) Aleš Holický ze Šternberka († 19. 3. 1455)
- (1438–1439 Jan z Rýzmberka a ze Skály († 14. 4. 1450))
- 1455–1468 (3. 4.) Jindřich Michalec z Michalovic na Mladé Boleslavi
- 1468–1479 Vilém ml. Švihovský z Rýzmberka na Rabí († 1479)
- 1479–1483 (listopad) Jan Tovačovský z Cimburka na Mladé Boleslavi († listopad 1483)
- 1485 (6. 6.) – 1503 Jindřich IV. z Hradce (13. 4. 1442 – 17. 1. 1507)
- 1503–1507 nebo 1508[zdroj?] Jan II. ze Šelmberka na Kosti (1447–1508)
- 1507 (23. 9.)[5] – 1510 Ladislav ze Šternberka na Bechyni († 18. 11. 1521)
- 1511[6]–1514 (4. 6.) Petr II. Holický ze Šternberka na Leštně († 4. 6. 1514 Líšno)
- 1515–1523 (5. 2.) Jaroslav ze Šelmberka na Kosti († 14. 3. 1550) – poprvé
- 1523 (2. 3.) – 1525 Konrád Krajíř z Krajku na Mladé Boleslavi
- 1525–1549 Jaroslav ze Šelmberka na Kosti a Hrádku nad Sázavou († 14. 3. 1550) – podruhé
- 1549–1554 Jan IV. mladší Popel z Lobkowicz (8. 12. 1510 – 12. 4. 1570 Praha-Hradčany)
- 1554–1560 (6.2.) Adam I. ze Šternberka na Zelené hoře († 6. 2. 1560)
- 1560–1570 Vilém z Rožmberka (10. 3. 1535 zámek Schützendorf, Horní Rakousy – 31. 8. 1592 Praha)
- 1570–1576 (16. 6.) Jan z Valdštejna na Komorním Hrádku a Lovosicích († 15. nebo 16. 6. 1576)
- 1576–1583 (27. 8.) Bohuslav Felix Hasištejnský z Lobkowicz (1517 – 27. 8. 1583 Líčkov)
- 1584–1584 Jiří Popel z Lobkovic (1540 – 27. 5. 1607 hrad Loket, ve vězení)
- 1585–1597 Jan z Valdštejna na Sedčicích
- 1598 (3. 4.) Kryštof Popel z Lobkowicz na Pátku (1549 – 25. 5. 1609)
- 1599 (4. 9.) – 1600 (červenec) Václav Berka z Dubé († červenec 1600)
- 1602–1608[7] Adam II. ze Šternberka na Bechyni  († 10. 4. 1623)
- 1608–1609 Volf Novohradský z Kolowrat na Lnářích (před 1550 – 17. 1. 1609 Lnáře)
- 1609 (8. 8.) – 1611 Jan Jiří ze Švamberka na Orlíku († 15. 4. 1617)
- 1611–1617 Jan Sezima z Ústí († 1617)
- 1617[8] nebo 1618–1623[zdroj?] Jiří z Talmberka na Jankově (asi 1570/1578–1623)[9]
- 1623–1625 Vilém Slavata z Chlumu a Košumberka (1. 12. 1572 Čestín – 19. 1. 1652 Vídeň)
- 1625 (4. 4.) – 1628 Jaroslav Bořita z Martinic (6. 1. 1582 – 21. 11. 1649 Praha)
- 1628–1638 Bedřich z Talmberka na Vlašimi († 13. 10. 1643)
- 1638–1643 Jindřich Libštejnský z Kolowrat (1570 – 6. 3. 1646)
- 1643 (4. 11.) – 1644 František Oldřich Libštejnský z Kolowrat (28. 7. 1607 Žichovice – 3. 1. 1650 České Budějovice)
- 1644 (9. 8.) – 1648 Sezima z Vrtby (1578 – 6. 3. 1648)
- 1648–1650 Bernard Ignác Jan z Martinic  (20. 8. 1614 – 7. 1. 1685 Praha)
- 1650 (1.4.) Heřman Czernin z Chudenic (24. 7. 1576 – 7. 3. 1651)
- 1651 (16. 5.) Jan Hartwig z Nostitz (1610 Kunzendorf – 24. 3. 1683 Vídeň)
- 1652 (24. 5.) – 1656 (21. 5.) Ferdinand Arnošt z Waldsteinu[10] (kolem 1622 Vídeň? – 21. 5. 1656 Praha)
- 1656 (12. 8.) – 1658 Maxmilián Valentin z Martinic (1612 – 20. 12. 1677 Praha)
- 1658 (13.11.) – 1696 (4. 2.) Jan Bedřich z Trauttmansdorffu (5. 1. 1619 Vídeň – 4. 2. 1696 Praha)
- 1696 (30. 4.) – 1704 Václav Norbert Oktavián Kinský (1. 4. 1642 – 3. 1. 1719 Vídeň)
- 1704 (29. 5.) – 1721 (25. 3.) Maxmilián Norbert Krakovský z Kolowrat (14. 6. 1660 – 25. 3. 1721)
- 1721 (5. 6.) – 1734 Jan Arnošt ze Schaffgotsche (27. 12. 1675 Dobromierz – 11. 7. 1747 Praha)
- 1734 (27. 12.) – 1746 Štěpán Vilém Kinský[zdroj?] (26. 12. 1679 – 12. 3. 1749)
- 1747 (leden) – 1749 Rudolf Chotek z Chotkova a Vojnína (24. 1. 1706 Bělušice – 7. 7. 1771 Vídeň)
- 1749–1757 František Leopold Buquoy (29. 11. 1703 Vídeň – 10. 10. 1767 Praha)
- 1757–1760 Karel Gotthard ze Schaffgotsche (27. 7. 1706 – 18. 12. 1780)
- 1760–1787 (10. 1.) Josef Vilém z Nostic (27. 7. 1706 Vídeň – 10. 1. 1787 Praha)
- 1791–1803 Vojtěch Václav z Klebelsbergu (3. 11. 1738 Libořice – 20. 1. 1812 Praha)
- 1803 (5. 5.) – 1806 (13. 12.) Josef Jindřich Schlik (1754 Vídeň – 13. 12. 1806 Kopidlno)
- 1807 (10. 11.) – 1812 Josef Antonín Wratislav z Mitrowicz  (2. 9. 1764 Prčice – 17. 2. 1830 Praha)
- 1812 (23. 4.) – 1819 (12. 6.) Antonín Isidor z Lobkowicz (16. 12. 1773 Madrid – 12. 6. 1819 Praha)
- 1820 (listopad) – 1824 Karel Josef z Clam-Martinic (6. 9. 1760 – 26. 9. 1826)
- 1824 (červenec) – 1830 (8. 4.) František Josef ze Šternberka a Manderscheidu (4. 9. 1763 Praha – 8. 4. 1830 Praha)
- 1830 (červen) – 1831 Kristián Kryštof Clam-Gallas (3. 9. 1771 Praha – 21. 8. 1838 Planá)
- 1831 (17. 3.) – 1832 (?) Jan Prokop Hartmann z Klarštejna (21. 12. 1760 Praha – 2. 4. 1850 Praha), úřad zastával v době korunovace Ferdinanda V. Dobrotivého v roce 1836[11]

## Moravské markrabství
Na Moravě byla situace složitější, protože země byla rozdělena na úděly. Jednotliví komorníci působili v centrech údělů, ve 13. století i v jiných provinciích (Břeclavsko, Bítovsko, Opavsko). Od první poloviny 14. století vystupovali již jen komorníci v Brně a Olomouci, kteří se titulovali nejvyšší zemský komorník. Podle sněmovního usnesení potvrzeného listinou Vladislava II. Jagellonského (markrabětem 1490–1516) ze 14. září 1493 byl úřad komorníka sloučen, od konce 15. století tak byl nejvyšší zemský komorník jen jeden. (Obdobně byl sloučen i úřad sudího). V roce 1523 za Ludvíka Jagellonského (markrabětem 1516–1526) bylo potvrzeno, že úřad bude v rukou pánů.

### Seznam nejvyšších komorníků na Moravě

#### Olomoučtí komorníci
- 1201 Bohuslav
- 1203 Bavor
- 1204 Vlček (?)
- 1207 Arnošt
- 1208–1224 Bavor († 1224/1225)
- 1224–1225 Jindřich
- 1232–1233 Vok
- 1233–1236 Semislav
- 1236–1237 Milíč ze Švabenic
- 1247–1259 Pardus z Horky
- 1268–1269 Kuna z Kunštátu
- 1272 Oneš ze Žerotína
- 1275–1277 Kuna z Kunštátu
- 1278–1295 Oneš ze Žerotína (Sokolomi)
- 1295–1297 Albert ze Šternberka
- 1305–1308 Zdeslav starší ze Šternberka († před 1323)
- 1307 Vítek ze Švábenic
- 1317–1318 Jan Meziříčský z Lomnice
- 1322 Zdeslav mladší ze Šternberka († asi 1324)[12]
- 1325 Vok I. z Kravař
- 1330–1346 Ješek z Kravař († 1369)
- (1348–1368 Jan z Kravař na Jičíně, Helfenštejně, Krumlově a Rožnově)
- 1348–1369 Ješek z Kravař († 1369) – podruhé ?
- 1371–1375 Beneš z Kravař na Strážnici a Plumlově († 1375)
- 1376–1379 Václav z Kravař a na Strážnici († asi 1381)
- 1380–1386 Vok z Kravař a na Jičíně († 1386)
- 1386–1387 Ješek ze Šternberka na Lukově
- 1387–1399 Jan Puška z Kunštátu
- 1405–1410 Petr z Kravař na Plumlově a Šternberce († 16. 1. 1411)
- 1412–1416 Petr z Kravař na Strážnici († 1434)
- 1417–1424 Vilém I. z Pernštejna (asi 1360–1422/1426)
- 1437–1448 Jan z Lichtenburka na Cornštejně
- (1448 ?) 1464–1466 Proček z Kunštátu
- 1474 Heralt z Kunštátu na Plumlově
- 1474–1475 Albrecht Kostka z Postupic na Helfenštejně († 3. 3. 1477)
- 1477–1482 Vaněk z Boskovic
- 1483–1484 Jaroslav z Boskovic
- 1486 Vaněk z Boskovic
- 1489–1490 Heralt z Kunštátu
- 1491–1495 Jan Meziříčský z Lomnice

#### Brněnští komorníci
- 1201–1226 (1228 ?) Lev z Klobouk
- 1226 (1228 ?)–1235 Štěpán z Medlova[zdroj?]
- 1235 Svéslav
- 1238 Kunrát (Konrád)
- 1245 Vecen (?)
- 1256 Kuna z Kunštátu
- 1259 Karel
- 1262 Lev z Boleradic
- 1272 Črnín z Drahotúš
- 1286 Hartman z Holnštejna
- 1314 Boček z Kunštátu na Jevišovicích
- 1318 Milíč z Náměště
- 1320 Sezima z Kunštátu na Jevišovicích
- 1322–1325 Jan z Lomnice na Meziříčí
- 1326–1327 Gerhart z Kunštátu
- 1329–1334 Artleb z Boskovic
- 1337–1350 Gerhart z Kunštátu
- 1350–1351 Jan z Kravař
- 1353–1360 Ješek z Boskovic († 1362)
- 1361–1367 Vilém z Kunštátu na Boleradicích
- 1368–1371 Matouš ze Šternberka
- 1371–1383 Ješek ze Šternberka na Lukově
- 1385–1392 Ctibor z Cimburka
- 1397–1407 Erhard z Kunštátu
- 1408–1409 Vilém I. z Pernštejna (asi 1360–1422/1426)
- 1410–1412 Erhard z Kunštátu
- 1414–1424 Jan z Lomnice
- 1434–1437 Jan z Lomnice
- 1445–1448 Jan st. z Lomnice
- 1455–1464 Vaněk z Boskovic († 1466)
- 1464–1475 Jan z Pernštejna
- 1475–1486 Vilém II. z Pernštejna (1436 – 8. duben 1521)
- 1486, 1490–1496 Vratislav I. z Pernštejna († 16. 1. 1496)

#### Znojemští komorníci
- 1203 Dětřich
- 1218–1221 Vrš
- 1226 Stonář
- 1228 Vrš
- 1233–1234 Vilém (i na Bítově)
- 1235–1236 Vrš
- 1239–1259 Hrut (i na Bítově)
- 1261 Beneš z Kravař
- 1261 Dětřich Bítovský
- 1262 Jdík Bítovský
- 1269–1276 Všebor ze Švabenic (na Bítově)
- 1272–1281 Arkleb z Dubna (bítovský a znojemský)
- 1298 Matěj z Černé Hory

#### Břeclavští komorníci
- 1247 Jarohněv
- 1248–1259 Sudomír z Horky
- 1297 Všebor

#### Nejvyšší zemští komorníci
- 1308 Zdeslav starší ze Šternberka († před 1323)[13]
- 1490, 1495–1496 Vratislav I. z Pernštejna († 16. 1. 1496)
- 1496–1506 Ladislav z Boskovic (1455–1520)
- 1506–1516 Jan IV. z Pernštejna (14. 11. 1487 – 8. 9. 1548 Hrušovany u Brna) – poprvé
- 1516 Jindřich z Lomnice (zvolen od krále proti svobodám, vzdal úřad stavům)
- 1516–1520 Ladislav z Boskovic (1455–1520)
- 1520–1523 Jan IV. z Pernštejna (14. 11. 1487 – 8. 9. 1548 Hrušovany u Brna) – podruhé
- 1523–1524 Jan z Kunovic na Brodě (Brno)
- 1526–1527 Arkleb z Boskovic na Třebíči
- 1528–1529 Jan Kuna II. z Kunštátu na Lukově († 1540)
- 1530–1535 Kryštof z Boskovic na Třebové († 13. 9. 1550)
- 1535–1537 Jan z Lipé na Krumlově
- 1537–1554 Jan ze Žerotína a na Strážnici
- 1554–1557 Vojtěch z Pernštejna na Tovačově
- 1558–1567 Zachariáš z Hradce (?) (1526/7 – 6. 2. 1589 Telč)
- 1567–1572 Albrecht Černohorský z Boskovic
- 1573–1587 Zachariáš z Hradce na Telči (1526/7 – 6. 2. 1589 Telč)
- 1589–1596 Hynek z Valdštejna
- 1598–1608 Ladislav Berka z Dubé a Lipé
- 1608–1615 (nebo 1616?[zdroj?])  Ladislav IV. (mladší) z Lobkowicz (15. 10. 1566 – 20. 3. 1621 Brno)
- 1617–1618 Vilém z Roupova
- 1620 Zdeněk z Roupova
- 1625–1626 (26. 3.) Lev Burian Berka z Dubé (cca 1586/1590 – 26. března 1626)
- (1628 Zdeněk František Lev z Rožmitálu)
- 1630–1637 Jindřich Šlik (1580–1650)
- 1638–1643 Kryštof Pavel z Lichtenštejna-Kastelkornu († 1648)
- 1643–1648 Jan z Rottalu (1605–1674)
- 1648–1655 Gabriel Serényi († 1664)
- 1655–1664 Ferdinand Josef z Ditrichštejna (25. 9. 1636 – 28. 11. 1698)
- 1664–1676 Jiří Štěpán Bruntálský z Vrbna (1615–1682)
- 1675–1696 Antonín František Collalto  (7. 5. 1630 Mantova – 15. 7. 1696)
- 1697–1699 Bedřich z Oppersdorffu († 1699)
- 1699–1701 Karel Maxmilián z Thurn-Valsassiny (1643–1716)
- 1701–1702 Kristián z Rogendorfu (1635–1701)
- 1702–1714 Walter Xaver z Ditrichštejna  (18. 9. 1664 Brno – 3. 11. 1738 Mikulov)
- 1714–1721 František Dominik Podstatský z Prusinovic
- 1721–1736 Michael Heřman Josef z Althannu (11. 8. 1671 – 14. 11. 1736 Brno)
- 1737–1738 František Šubíř z Chobyně (14. 12. 1682 Jaroměřice – 3. 1. 1738 Jaroměřice)
- 1738–1747 Jan Leopold z Ditrichštejna  (24. 6. 1703 Brno – 11. 3. 1773 Brno) – odstoupil
- 1748–1753 Jindřich Kajetán z Blümegenu (29. 6. 1715 – 30. 7. 1788 Letovice)
- 1753–1763 František Antonín ze Schrattenbachu (5. 5. 1712 Štýrský Hradec – 22. 5. 1783 Baden u Vídně)
- 1763–1771 Adam Hynek Berchtold z Uherčic (27. 3. 1701 Police – 1786)
- 1771–1773 Jan Kryštof z Blümegenu (8. 7. 1722 – 5. 10. 1802 Brno)
- 1773–1776 Leopold z Clary-Aldringenu
- 1776–1781 Josef Karel ze Žerotína
- 1783–1811 Jan Křtitel Mitrovský z Nemyšle  (28. 1. 1736 Vikštejn – 18. 1. 1811 Brno)
- 1811–1813 Petr Alcantara z Blümegenu (1754–1813)
- 1814–1816 Josef Karel z Auerspergu  (26. 2. 1767 Praha – 29. 5. 1829 Brno) – poprvé
- 1816–1822 Heřman František Hess
- 1822 Jan Ludvík Verner
- 1828 Josef Karel z Auerspergu  (26. 2. 1767 Praha – 29. 5. 1829 Brno) – podruhé
- 1829–1836 Josef z Bubna
- 1837–1848 Antonín Sedlnický z Choltic